# Trauerschnäpper

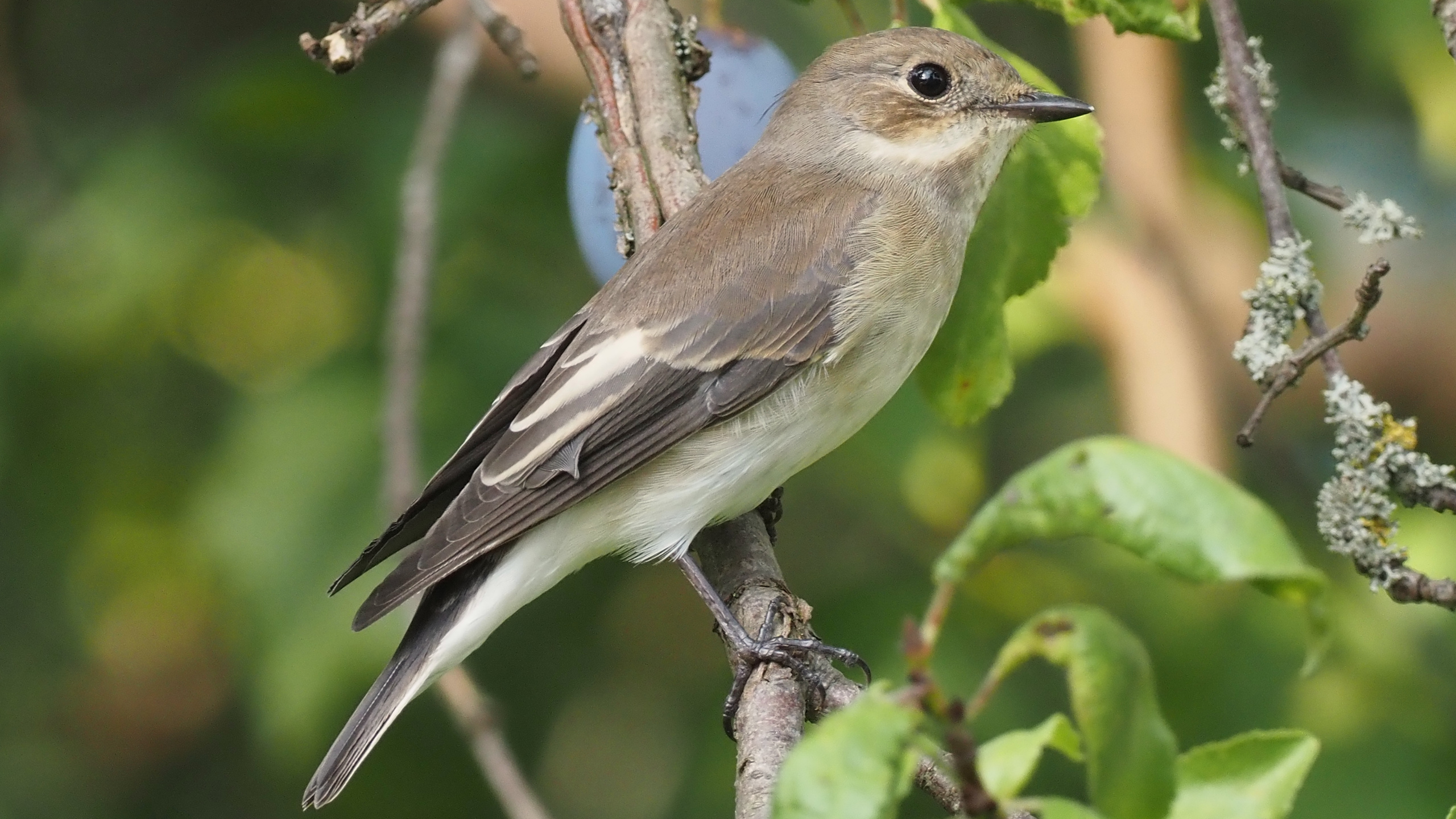
Trauerschnäpper (Ficedula hypoleuca), Weibchen

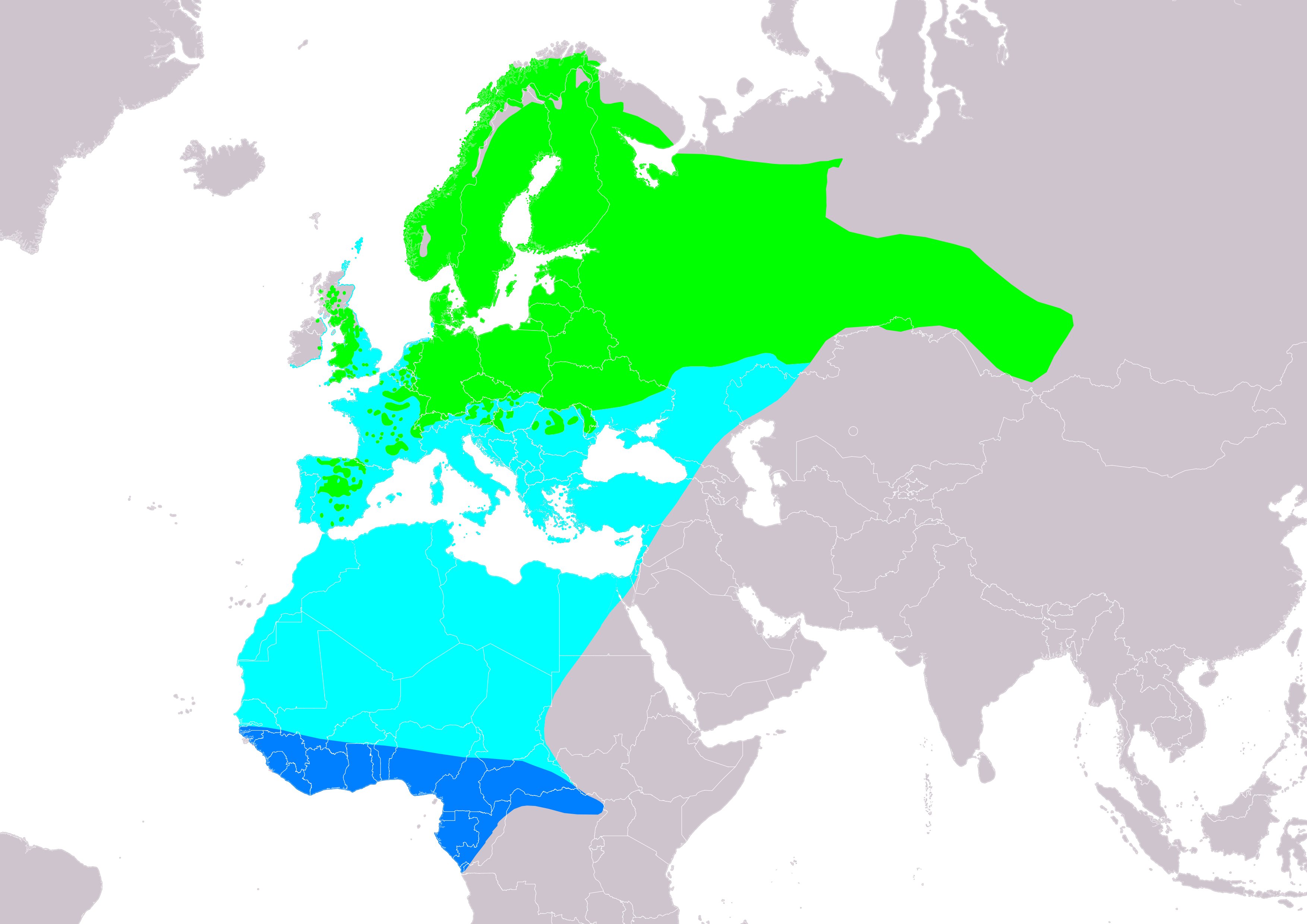
Verbreitung des Trauerschnäppers:
Brutgebiete
Migration
Überwinterungsgebiete

Der Trauerschnäpper (Ficedula hypoleuca) ist ein Singvogel aus der Familie der Fliegenschnäpper (Muscicapidae).

## Beschreibung
Trauerschnäpper-Weibchen sehen denen des Halsbandschnäppers zum Verwechseln ähnlich.
Die Oberseite des Männchens ist pechschwarz, aber auch in einigen Gebieten dunkelbraun. Die Oberseite des Weibchens ist hellbraun. Die Unterseite ist weiß gefärbt. Außerdem hat der recht runde Vogel einen kurzen, breiten Schnabel und weiße Flügelflecken. Das Männchen hat einen weißen Stirnfleck, der beim Weibchen fehlt. Der Trauerschnäpper wird maximal 13 Zentimeter lang, kann bis 15 Gramm wiegen und erreicht ein Alter von 9 Jahren.

## Lebensraum
In Nord- und Mitteleuropa ist der Langstreckenzieher von April bis September in Laub- und Mischwäldern, Parks und Gärten weit verbreitet. Er ist am häufigsten dort anzutreffen, wo es genügend Baumhöhlen und Nistkästen zum Brüten gibt; auf letztere ist er gebietsweise ganz angewiesen.
Sein Winterquartier hat er im tropischen Afrika. Aufgrund des Klimawandels setzt die Rückkehr nach Europa bei dem Trauerschnäpper im Frühling tendenziell immer früher ein; dadurch kommt es zu Konflikten mit ganzjährig dort lebenden Vögeln wie der Kohlmeise, was die Trauerschnäpper wegen der Nahrungsmittel- und Nistplatzkonkurrenz zunehmend in Bedrängnis bringt.

## Ernährung
Der Trauerschnäpper sitzt auf unterschiedlichen Ästen und Pfosten, beobachtet sehr gewissenhaft seine Umgebung und erbeutet im präzisen Flug Insekten. Im Herbst ernährt er sich auch von Früchten und Beeren.
Es handelt sich hier wie bei allen Fliegenschnäppern um Wartejäger, die vorbeifliegende Insekten aus der Luft schnappen. Der Trauerschnäpper liest aber auch im Rüttelflug Insekten von Wänden und Rinden. Die Beute wird gegen eine Unterlage geschlagen, bis Beine und Fühler abbrechen. Die übriggebliebenen Hartteile werden mitgefressen und später als Gewölle ausgespien.

## Fortpflanzung

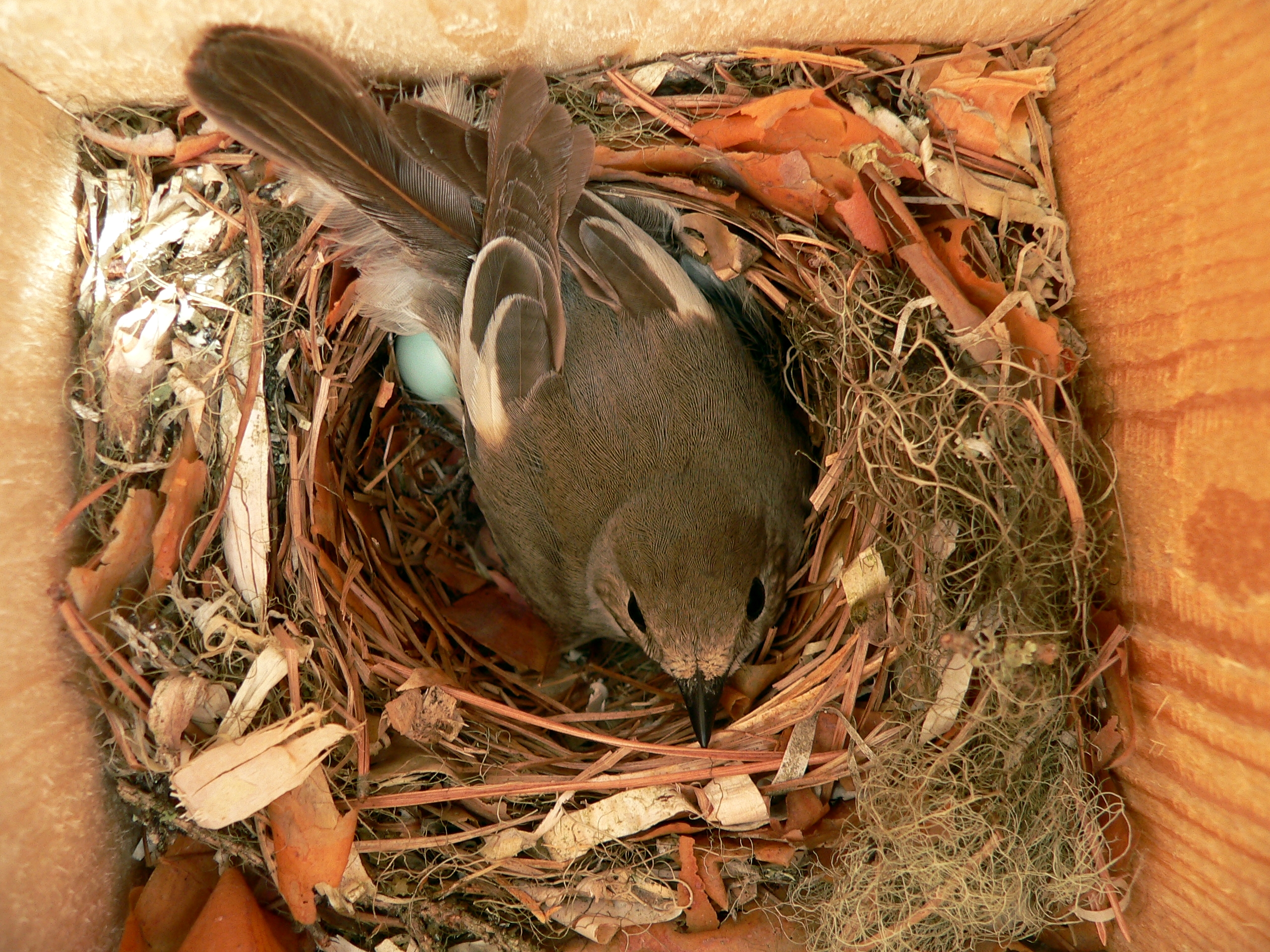
Trauerschnäpperweibchen im Nest, ein Ei ist zu sehen

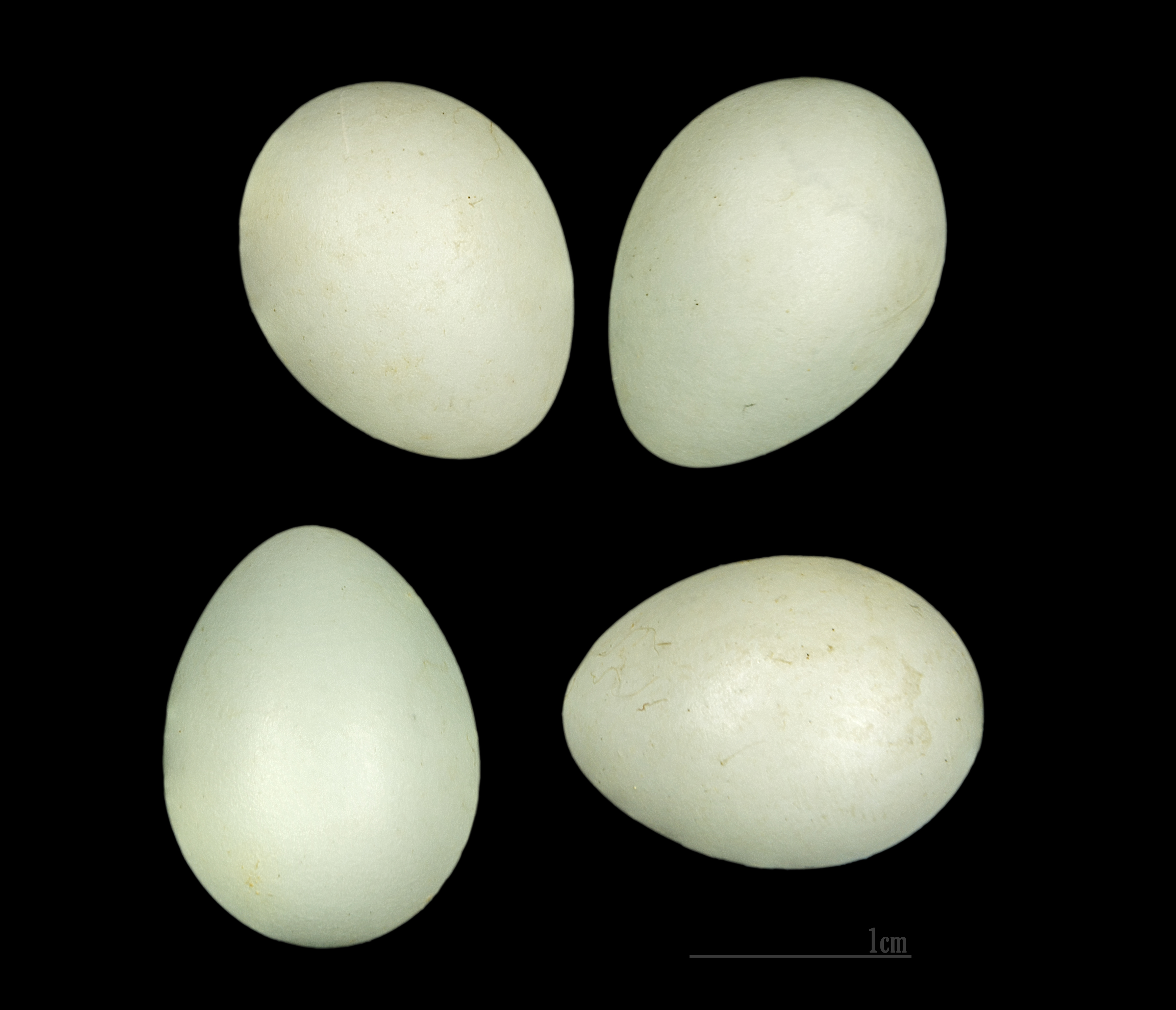
Eier des Trauerschnäppers

Als Höhlenbrüter baut der Trauerschnäpper sein Nest in Baumhöhlen und Nistkästen aus Gras, Halmen, Zweigen, Wurzeln und Rinde und polstert es mit Federn oder Haaren aus. In der Brutzeit von Mai bis Juli legt das Weibchen 5 bis 8 hellblaue Eier. 12 bis 13 Tage lang werden die Eier warm gehalten, bis die Jungvögel anschließend schlüpfen können. Nach 14 bis 16 Tagen werden die Jungen flügge und machen sich mit der Umgebung vertraut.
Finnische Forscher berichteten 2012, dass die Gelege von Trauerschnäppern umso mehr Eier enthalten und zugleich mehr Masse aufweisen, je größer die Gelege anderer Vogelarten sind, die in ihrer Nachbarschaft brüten.

## Bestand und Gefährdung
Der Brutbestand in Deutschland wird für die Zeit von 2005 bis 2009 auf 70.000 bis 135.000 Brutpaare geschätzt. In der Roten Liste der Brutvögel Deutschlands von 2015 wird die Art in der Kategorie 3 als gefährdet geführt.